# Бразильсько-бутанські відносини

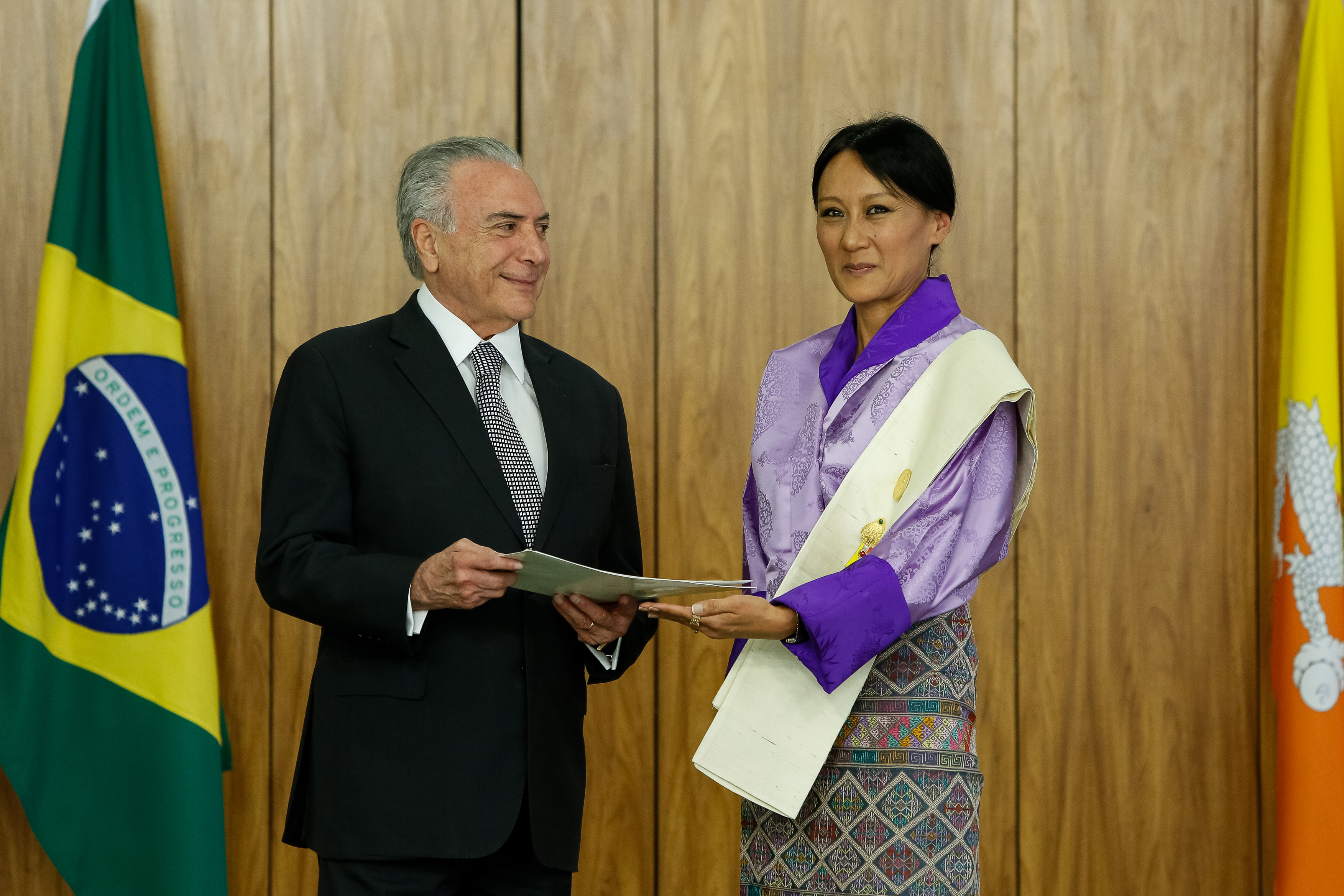
Президент Бразилії Мішел Темер та посол Бутану Дома Черинг під час церемонії вручення вірчих грамот

Бразильсько-бутанські відносини — двосторонні дипломатичні відносини між Королівством Бутан та Федеративною Республікою Бразилія.

## Історія
Дипломатичні відносини встановлені 21 вересня 2009. Бразилія була першою країною в Південній Америці, з якою Бутан встановив дипломатичні відносини.
Угода про встановлення дипломатичних відносин між Бутаном та Бразилією підписана в Нью-Йорку міністром закордонних справ Бразилії Селсу Аморімом та міністром закордонних справ Бутану Льонпо  Уг'єн Церінг англійською, португальською та бутанською мовами відповідно. Міністри висловили бажання своїх урядів тісно співпрацювати в галузях, що становлять взаємну вигоду, особливо в галузі соціально-економічного розвитку. У зв'язку із встановленням дипломатичних відносин міністри також висловили бажання поглибити нинішній рівень співробітництва між двома країнами в ООН та інших міжнародних організаціях.
У 2012 дипломат Карлос Сержіу Зібрав Дуарте призначений послом Бразилії в Бутані. Принаймні до 2010 Бутан не мав посла в Бразилії.

## Співпраця
У рамках зацікавленості Бразилії у впровадженні бутанської моделі валового національного щастя. Центр досліджень Бутану у співпраці з бразильським інститутом провів Міжнародну конференцію з валового національного щастя у Фос-ду-Ігуасу з 20 по 24  2009.
У 2012 прем'єр-міністр Бутану Джигме Тінлей представив концепцію валового внутрішнього щастя на Конференції Організації Об'єднаних Націй зі сталого розвитку в Ріо-де-Жанейро.

## Спільні міжнародні організації
Країни є членами низки міжнародних організацій : G-77, Міжнародний банк реконструкції та розвитку, Міжнародна асоціація розвитку, Міжнародний фонд сільськогосподарського розвитку, Міжнародний валютний фонд, Інтерпол, Міжнародний олімпійський комітет, Міжнародна організація з міграції, Міжнародна організація зі стандартизації, Міжнародна організація супутникового зв'язку, Організація із заборони хімічної зброї, Організація Об'єднаних Націй (і наступні спеціалізовані установи: ФАО  ІКАО, МСЕ, ВОІВ, OMT, ЮНКТАД, ЮНЕСКО, ЮНІДО, ВПС, ВООЗ та ВМО), Світова митна організація та Всесвітня митна організація.

## Туризм
До встановлення офіційних відносин між двома країнами громадяни Бразилії могли в'їжджати до Бутану лише за перепусткою, виданою Федеральною поліцією Бразилії. Прямих рейсів з Бразилії до Бутану немає, що змушує туристів здійснювати рейси з сусідніх країн, таких як Індія, Непал, Бангладеш або Таїланд.

## Торгові відносини
Торгівля між двома країнами мінімальна, а в деякі роки відсутня. У 2011 Бутан займав 236 місце серед торгових партнерів Бразилії, на його частку припадало 0,00% бразильської міжнародної торгівлі.
У 2007-2011 торговий баланс був на користь Бутану. Єдиним зареєстрованим експортним товаром Бразилії до Бутану в 2007 була камедь.
| Опис                            | 2003 рік | 2004 рік | 2005 рік | 2006 рік | 2007 рік | 2008 рік | 2009 рік | 2010 рік | 2011 (січень-липень) | 2012 (січень-липень) |
| ------------------------------- | -------- | -------- | -------- | -------- | -------- | -------- | -------- | -------- | -------------------- | -------------------- |
| Бразильський експорт до Бутану  | 46,8     | 0,7      | 35,9     | 28,3     | 18,9     | -        | -        | -        | -                    | 81,7                 |
| Бутанський експорт до Бразилії  | -        | 124,5    | -        | -        | 58,4     | 58,0     | -        | -        | 0,16                 | 0,35                 |
| Підсумковий торговельний оборот | 46,8     | 125,3    | 35,9     | 28,3     | 77,3     | 58,0     | -        | -        | 0,16                 | 82,05                |